# スプーン (お笑い)
スプーンは日本で活動していたお笑いコンビ。よしもとクリエイティブ・エージェンシー札幌事務所に所属していた。東京吉本に所属していた同名のお笑いトリオとは無関係。

## メンバー
- 平澤 愛(ひらさわ　あい）- 1981年6月23日生まれ。162cm・77kg 
  - 北海道札幌市出身。
  - スプーン解散後は、札幌市南区藤野でパン屋を営んでいる。
- 千葉 美穂(ちば　みほ）- 1982年1月19日生まれ。154cm・55kg 
  - 北海道札幌市出身。東京NSC6期生。
  - 以前に「ジョーカー」というコンビを組んでいた。
  - スプーン解散後は、元上海ドールの高橋文香と「パンダスティックランマー」を結成、東京吉本で活動するが2014年解散。

## 出演

### テレビ
- 日本テレビ『ぐるぐるナインティナイン』恋人選びの旅・北海道編

### ラジオ
- 三角山放送局『モリマンとスプーンのサーズデイナイトフィーバー』